# Sarah Y. Mason
Pour les articles homonymes, voir Mason.
Sarah Y. Mason est une scénariste et scripte américaine, née le 31 mars 1896 à Pima (Arizona) et morte le 28 novembre 1980 à Los Angeles.

## Biographie
Sarah Mason est considérée comme la première scripte de l'histoire du cinéma, métier qu'elle inventa pour le tournage du film Le Lieutenant Douglas (Arizona) de et avec Douglas Fairbanks en 1918.
Elle est aussi connue pour avoir remporté l'Oscar en 1934 pour le scénario du film Les Quatre Filles du docteur March, réalisé par George Cukor, aux côtés de son époux et coscénariste Victor Heerman.

## Filmographie

### Scripte
- 1918 : Douglas au pays des mosquées (Bound in Morocco) d'Allan Dwan
- 1918 : Le Lieutenant Douglas (Arizona) de Douglas Fairbanks et Albert Parker
- 1928 : Jimmy le mystérieux (Alias Jimmy Valentine) de Jack Conway
- 1929 : Broadway Melody (The Broadway Melody) de Harry Beaumont

### Scénariste
- 1920 : Bright Skies de Henry Kolker
- 1920 : Heart of Twenty de Henry Kolker
- 1920 : Held in Trust de John Ince
- 1920 : The Poor Simp de Victor Heerman
- 1921 : Prête-moi ta femme (The Chicken in the Case) de Victor Heerman
- 1921 : L'Ombre du passé (The Girl from Nowhere) de George Archainbaud
- 1921 : A Divorce of Convenience de Robert Ellis
- 1922 : Love Is an Awful Thing de Victor Heerman
- 1923 : Modern Matrimony de Victor Heerman et Lawrence C. Windom
- 1924 : Tu trembles, Fatty (Leap Year) de James Cruze et Roscoe Arbuckle
- 1926 : Fools of Fashion de James C. McKay
- 1927 : One Hour of Love de Robert Florey
- 1927 : Appartement vacant (Backstage) de Phil Goldstone
- 1927 : Si nos maris s'amusent (Cradle Snatchers) de Howard Hawks
- 1930 : They Learned About Women de Jack Conway et Sam Wood
- 1930 : Mademoiselle, écoutez-moi donc ! (The Girl Said No) de Sam Wood
- 1930 : Love in the Rough de Charles Reisner
- 1931 : The Man in Possession de Sam Wood
- 1932 : Shopworn de Nick Grinde
- 1932 : The Age of Consent de Gregory La Cava
- 1933 : Chance at Heaven de William A. Seiter
- 1933 : Les Quatre Filles du docteur March (Little Women) de George Cukor
- 1934 : The Age of Innocence de Philip Moeller
- 1934 : Images de la vie (Imitation of Life) de John M. Stahl
- 1934 : Le Petit Ministre (The Little Minister) de Richard Wallace
- 1935 : Coeurs brisés (Break of Hearts) de Philip Moeller
- 1935 : Le Secret magnifique (Magnificent Obsession) de John M. Stahl
- 1937 : Stella Dallas de King Vidor
- 1939 : L'Esclave aux mains d'or (Golden Boy) de Rouben Mamoulian
- 1940 : Orgueil et préjugés (Pride and Prejudice) de Robert Z. Leonard
- 1941 : Son patron et son matelot (A Girl, a Guy and a Gob) de Richard Wallace
- 1944 : Le Chant du Missouri (Meet Me In St. Louis) de Vincente Minnelli
- 1949 : Les Quatre Filles du docteur March (Little Women) de Mervyn LeRoy
- 1954 : Le Secret magnifique (Magnificent Obsession) de Douglas Sirk